# 善行寺 (名古屋市中川区)
善行寺（ぜんぎょうじ）は、愛知県名古屋市中川区愛知町にある真宗大谷派の寺院。山号は安井山（やすいさん）、本尊は阿弥陀如来。かつては三河国勝鬘寺の末寺であったという。
中川区愛知町41−19に存在する善行寺。
本堂に残存する棟札から、宝永3年(1706)までに旧名古屋郡米野村から移転したことが分かった。
2018年5月、官報に掲載され善行寺本堂、玄関座敷、鐘楼、太鼓楼、手水舎、山門の６つが登録文化財となった。
荒汐部屋が名古屋場所の宿舎として利用している。

## 歴史
創建年代は明確でないが、元は愛知郡米野村にあり、善光寺と言う禅宗の寺であった。明応年間（1492年 - 1501年）に善光寺4世の覚順が蓮如に帰依して浄土真宗に改宗。文亀元年（1501年）、北一色村の領主であった祖父江隼人の願いによってその屋敷に隣接した現在地に移って寺号を普廣寺に改め、永正年間（1504年 - 1521年）には真蔵坊と号し、寛永年間（1624年 - 1644年）の善秀の時代に現在の善行寺に改めたと伝わる。なお、『小治田之真清水』では開山を洞屋祖潭とし臨済宗の普廣寺という寺であったと記している。
山号の安井山については覚順の弟子・海善が安井氏の人で織田信長の親族であったとの話が伝わるほか、『小治田之真清水』においては「京都の安井御門跡から賜った」との記述がある。また、米野村の跡地にのちに立てられたのが、慶長10年（1605年）に創建された中村区下米野町の長松寺（臨済宗妙心寺派）であると考えられている。

## 文化財

### 登録有形文化財
以下の建造物6件は、2018年5月10日に国の登録有形文化財に登録された。
- 本堂（宝永3年（1706年）建、文化元年（1804年）及び1976年改修、1915年増築
- 玄関座敷（江戸後期）
- 鐘楼（明治29年（1896年）頃建、1978年改修）
- 太鼓楼（江戸後期建、昭和前期改修）
- 手水舎（昭和前期）
- 山門（宝暦5年（1755年）建、江戸後期及び1978年改修）